# Ricardo Mujía
Ricardo Mujía Linares (Sucre, 1861-Sucre, 1934) fue un diplomático y escritor boliviano.

## Biografía
Era hijo de Rita Linares y Quesada y Ricardo Mujía Estrada. Nació el 24 de octubre de 1861 en Sucre. Periodista, internacionalista, publicista, poeta y diplomático, hacia mediados de la década de 1910 ejercía como ministro plenipotenciario de Bolivia en el Paraguay. Estuvo casado con Hercilia Fernández y era sobrino de María Josefa Mujía. Tuvieron tres hijos Benjamín, Gastón y Hercilia. Desempeñó cargos como el de ministro de Relaciones Exteriores de Bolivia, para el que se le nombró el 11 de diciembre y en el fue sustituido poco después, el día 16, por Alberto Gutiérrez. Falleció el 12 de noviembre de 1934 en Sucre.